# Giambattista De Curtis
Giambattista de Curtis (20 tháng 7 năm 1860 - 15 tháng 1 năm 1926) là một họa sĩ và nhà thơ người Ý, ngày nay được tưởng nhớ đến qua các phần lời đặt cho bài hát.

## Tiểu sử
Ông sinh ra trong một gia đình quý tộc ở Napoli, là con đầu lòng của Giuseppe de Curtis - họa sĩ vẽ bích họa - và Elisabetta Minnon. Ông là chắt của nhà soạn nhạc Saverio Mercadante. Ông thể hiện niềm đam mê đầu tiên là hội họa mà ông học từ người cha, và tài nghệ của ông đạt đến mức mà người ta gọi ông là "Salvator Rosa đương thời". Ông dành toàn tâm vẽ tranh, làm thơ và sáng tác các tác phẩm dành cho nhà hát cũng như đặt lời cho các ca khúc phổ thông; bên cạnh đó, ông còn là một điêu khắc gia. Tình yêu dành cho những bài hát tiếng Napoli dẫn dắt ông đến sự cộng tác với nhà soạn nhạc Vincenzo Valente - lúc đó là người ở trọ trong dinh thự nhà De Curtis. Năm 1889, Valente soạn nhạc cho ca khúc đầu tay "A Pacchianella", sang năm sau (1890) ông phổ nhạc tiếp bài "Muglierema come fa?", rồi "'I Pazziava" (1890), "Ninuccia" (1894) và "Tiempe Felice" (1895). De Curtis chưa bao giờ ngưng đặt lời cho bài hát và làm thơ. Tuy nhiên, có vẻ vai trò của những việc ấy chưa bao giờ vượt qua mức là thứ giết thời gian của ông.
De Curtis dành tình yêu lớn cho thành phố Sorrento. Từ năm 1891 đến năm 1910, ông đều dành sáu tháng mỗi năm đến ở tại khách sạn lớn của Guglielmo Tramontano - lúc đó đương là thị trưởng thành phố. Năm 1892, ông gặp Carmela Maione - người đã khơi cảm hứng để ông làm ca khúc nổi tiếng "Duorme Carmè'". Maione vốn là con gái của một đại tá quân đội phục vụ ở Tramontano và sống tại Fuorimura. Người ta cho rằng, ý tưởng về bài hát khởi đầu từ một cuộc trò chuyện giữa hai người trong sảnh khách sạn; De Curtis hỏi cô gái rằng cô ấy thường hay làm gì, và cô đáp lại rằng, "Ngủ". Bởi thế mà điệp khúc của bài hát bắt đầu là: "Duorme Carmè:
‘o cchiù bello d’ ’a vita è ‘o ddurmì… [điều [đẹp] nhất trong đời là ngủ]".
Phong cách làm việc điển hình của De Curtis là vậy. Khi sáng tác lời cho bài hát ông thường lấy cảm hứng từ những tiếp xúc với người khác hoặc những thứ nào đó mà ông trải qua. Thực tế, ông là một người tò mò và hòa nhã, hiếm khi kiệm lời khen dành cho một phụ nữ quyến rũ. Ông tán tỉnh nhiều người và dâng hiến những lời nhạc nói về họ. Tuy thế, tận đến 1910 ông mới kết hôn khi đã ngũ tuần và đã đính hôn gần hai mươi năm. Vợ ông là Carolina Scognamiglio.
Tramontano và De Curtis là bạn rất thân của nhau. Vị thị trưởng thuê ông trang trí một số phòng trong khách sạn bằng các bức bích họa của ông; tại đó ông cũng vẽ một số tranh sơn dầu, làm thơ và viết lời bài hát. Trong số này phải kể đến nhạc phẩm "Torna a Surriento" - bài hát được cho là ra đời năm 1902 để kỉ niệm Thủ tướng Ý Giuseppe Zanardelli đến trú tại khách sạn. Dịp đó, Tramontano nhờ Giambattista De Curtis và người em Ernesto De Curtis sáng tác bài hát để ca ngợi Zanardelli. Tuy nhiên, có tài liệu cho rằng bài hát đã có từ 1894, trước tám năm so với thời điểm anh em De Curtis tuyên bố sáng tác ra bài hát.
Sự kết hợp nghệ thuật giữa hai anh em nhà De Curtis đã cho ra đời nhiều trái ngọt. Năm 1897, họ cho ra "'A primma vota", rồi "Amalia" (1902, dành tặng người vợ mới Amalia Russo của Ernesto). Năm 1911, hai anh em cho ra bài hát "Lucia Lucì (I' m'arricordo 'e te)". Họ vẫn hợp tác với nhau ngay cả khi Ernesto chuyển đến Mỹ vào năm 1920.
De Curtis chuyển đến khu Vomero vào năm 1916, sống ở đường Luca Giordano, sát cạnh công viên Villa Floridiana. Ông tiếp tục viết và vẽ cho đến khi qua đời vào tháng 1 năm 1926 do chứng liệt tiếp diễn. Vài ngày sau đó, lá thư của em trai Ernesto mới đến nơi. Trong thư có viết: "Gửi Giambattista. Em gửi anh phần nhạc của ca khúc mà anh gửi em tháng trước; em hi vọng anh hài lòng."